# Liffey
Die Liffey (irisch: An Life, englisch River Liffey) ist ein Fluss in Irland.

## Name
Ursprünglich lautete der irische Name An Ruirtheach, „der Heftige“. Liphe bzw. Life bezeichneten zunächst nur das Gebiet, das der Fluss durchfließt, später jedoch den Fluss selbst.
Ein alter englischer Name des Flusses ist Anna Liffey, was möglicherweise vom irischen Abhainn na Life – „Fluss Liffey“ – abgeleitet ist.

## Verlauf

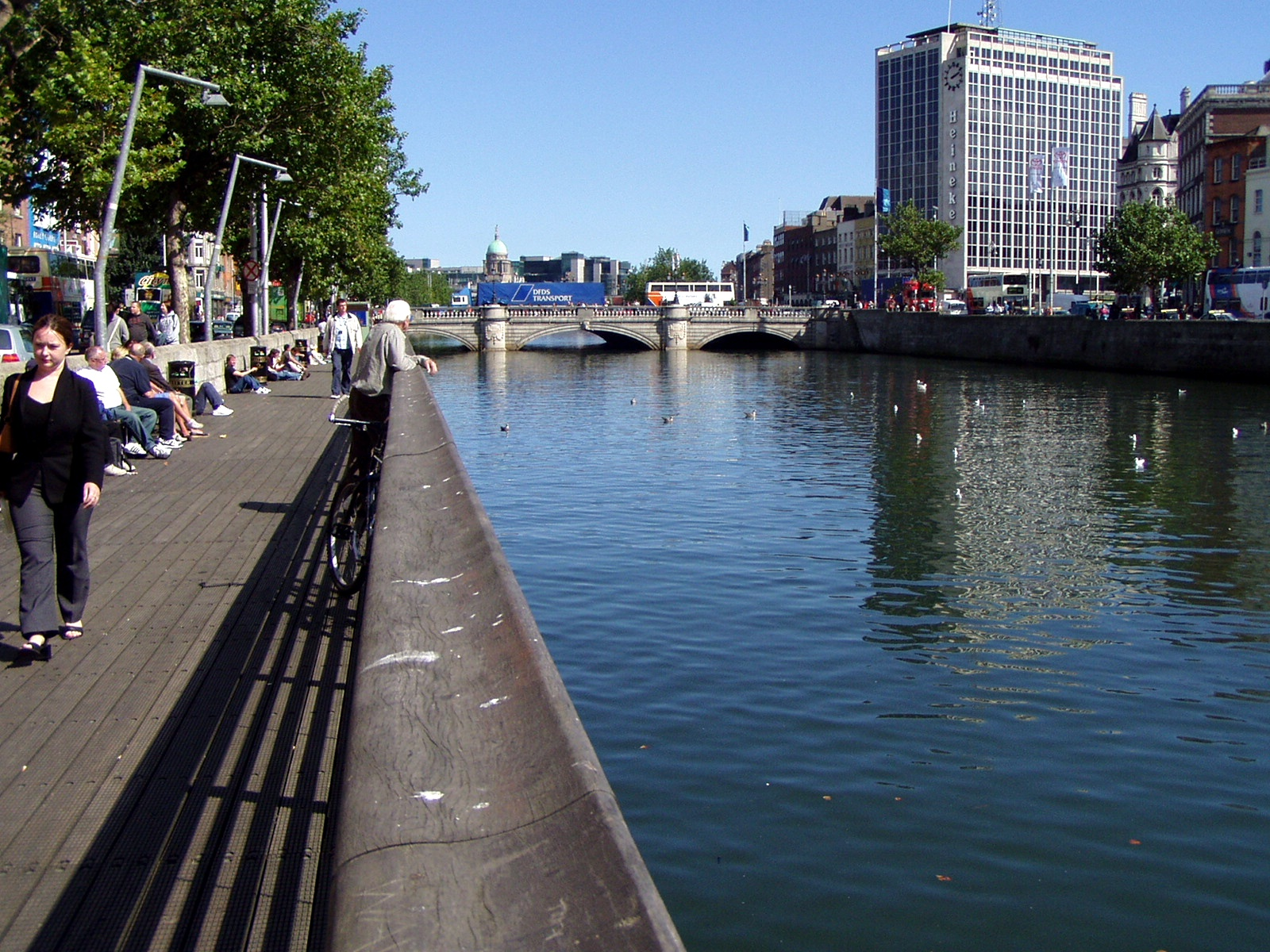
Liffey in Dublin mit O’Connell Bridge und Bachelor’s Walk

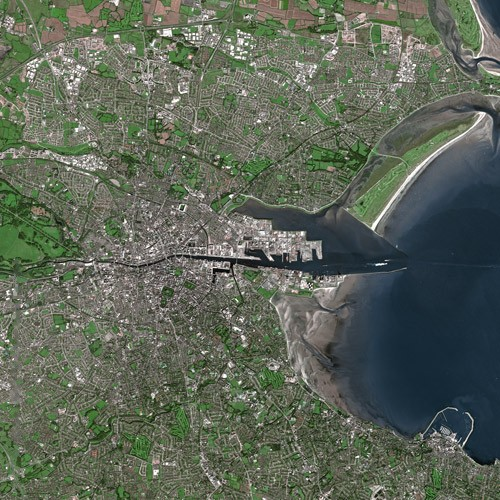
Satellitenbild von Dublin mit der Liffey-Mündung in die Irische See

Die Liffey entspringt in den Bergen der Grafschaft Wicklow (nahe Sally Gap beim Berg Kippure) und durchfließt die Grafschaften Wicklow, Kildare und Dublin, bis sie schließlich im Stadtgebiet von Dublin in die Dublin Bay und die Irische See mündet.
In Dublin unterquert der Liffey Service Tunnel, ein Leitungstunnel verschiedener Leitungsträger, den Fluss.

## Nebenflüsse
Am Oberlauf:
- Ballydonnell Brook (Sruthán Bhaile Dhónaill)
- Kings River (Abhainn Rí)
- Rye Water (An Rí)

Am Unterlauf:
- Shankill River
- Brittas River
- Dodder (An Dothra),
- Poddle (An Poitéal)
- Camac (An Chamóg).

## Dubliner Liffeybrücken
| Name                   | Alternativer (ehem.) Name                           | Typ                                     | Verbindet                                                   | Erbaut                                            |
| ---------------------- | --------------------------------------------------- | --------------------------------------- | ----------------------------------------------------------- | ------------------------------------------------- |
| East-Link Bridge       |                                                     | Zugbrücke (Maut)                        | East Wall Road --- York Road                                | 1984                                              |
| Samuel Beckett Bridge  |                                                     | Straßenbrücke (Drehbrücke)              | Guild Street --- Sir John Rogerson's Quay                   | 2009                                              |
| Seán O’Casey Bridge    |                                                     | Fußgängerbrücke (Drehbrücke)            | Sir John Rogerson's Quay --- North Wall Quay                | 2005                                              |
| Talbot Memorial Bridge |                                                     | Straßenbrücke                           | Memorial Road --- Moss Street                               | 1978                                              |
| Loopline Bridge        | Liffey Viaduct                                      | Bahnbrücke                              | Hauptbahnlinie von Süden nach Norden                        | 1891                                              |
| Butt Bridge            |                                                     | Straßenbrücke                           | Beresford Place --- Tara Street                             | 1932 (frühere Brücke: 1879)                       |
| Rosie Hackett Bridge   |                                                     | Straßenbrücke (öffentlicher Nahverkehr) | Marlborough Street --- Hawkins Street                       |                                                   |
| O’Connell Bridge       | Carlisle Bridge                                     | Straßenbrücke                           | O’Connell Street Lower --- Westmoreland- und D'Olier Street | 1791 (Original: 1791 Saniert: 1879)               |
| Ha’penny Bridge        | Liffey Bridge, Metal Bridge, Wellington Bridge      | Fußgängerbrücke                         | Liffey Street Lower --- Merchant's Arch                     | 1816                                              |
| Millennium Bridge      |                                                     | Fußgängerbrücke                         | Ormonde Quay --- Wellington Quay                            | 1999                                              |
| Grattan Bridge         | Essex Bridge                                        | Straßenbrücke                           | Capel Street --- Parliament Street                          | 1874 (frühere Brücken: 1676, 1755)                |
| O’Donovan Rossa Bridge | Richmond Bridge, Ormond Bridge                      | Straßenbrücke                           | Chancery Place --- Winetavern Street                        | 1816 (frühere Brücke: 1684)                       |
| Father Mathew Bridge   | Whitworth Bridge, Dubin Bridge, Old Bridge          | Straßenbrücke                           | Church Street --- Bridge Street Lower                       | 1818 (frühere Brücken: 1014, 1428)                |
| Mellows Bridge         | Mellowes Bridge, Queen’s Bridge, Queen Maeve Bridge | Straßenbrücke                           | Queen Street --- Bridgefoot Street                          | 1768 (frühere Brücke: 1683)                       |
| James Joyce Bridge     |                                                     | Straßenbrücke                           | Blackhall Place --- Ushers Island                           | 2003                                              |
| Rory O’More Bridge     | Victoria & Albert Bridge, Queen Victoria Bridge     | Straßenbrücke                           | Watling Street --- Ellis Street                             | 1859 (frühere Brücken: 1670, 1704)                |
| Frank Sherwin Bridge   |                                                     | Straßenbrücke                           | St. John’s Road West --- Wolfe Tone Quay                    | 1981                                              |
| Seán Heuston Bridge    | King's Bridge, Sarsfield Bridge                     | Straßenbahn- und Fußgängerbrücke        | Heuston Station --- Wolfe Tone Avenue                       | 1828                                              |
| Liffey Railway Bridge  |                                                     | Bahn, Güterverkehr                      | Heuston Station --- Phoenix Park Tunnel                     | 1877                                              |
| Island Bridge          | Sarah oder Sarah's Bridge                           | Straßenbrücke                           | South Circular Road --- Conyngham Road                      | 1794 (frühere Brücke: 1577)                       |
| Anna Livia Bridge      | Chapelizod Bridge                                   | Straßenbrücke                           | Lucan Road --- Chapelizod Road                              | 1753 (frühere Brücke: 1660s)                      |
| Farmleigh Bridge       |                                                     | Außer Betrieb                           | Farmleigh House                                             | 1850s                                             |
| West-Link Bridge       |                                                     | Autobahnbrücke (Maut)                   | M50 motorway                                                | 1990                                              |
| Lucan Bridge           |                                                     | Straßenbrücke                           | Lower Lucan Road                                            | 1814 (frühere Brücken: 1200s, 1730s, 1771, 1780s) |

## Sonstiges
Besondere Bekanntheit erlangte der Fluss durch den irischen Folksong „The Ferryman“ aus der Feder des Dubliner Musikers Pete St. John. In dem Lied erzählt ein jetzt arbeitsloser Fährmann von seinem Umgang mit den wirtschaftlichen Veränderungen in Irland.
„The little boats are gone from the breast of Anna Liffey, the ferryman is stranded on the quay...“
„All die kleinen Boote sind verschwunden von der Brust der Anna Liffey, der Fährmann ist an Land gestrandet...“
In seinem Roman The Elephant and the Kangaroo aus dem Jahr 1947 (dt. 1984 als Mr White treibt auf der reißenden Liffey nach Dublin) setzt der Schriftsteller T. H. White der Liffey ein literarisches Denkmal.
Schiffsnamen siehe: HMS Liffey